# Jack Bradbury
John Morin Bradbury o più semplicemente Jack Bradbury (Seattle, 27 dicembre 1914 – Sylmar, 15 maggio 2004) è stato un fumettista statunitense.
Come moltissimi artisti degli esordi del mondo dei comics, anche Bradbury ha iniziato la carriera come animatore.

## Biografia
Nato nello stato di Washington, John Morin Bradbury, detto Jack, perché lo preferiva al suo vero nome, inizia la sua carriera in Disney, come detto, nell'animazione. Inizia la gavetta come intercalatore, lavorando tra gli altri al primo cortometraggio a colori su Topolino (The Band Concert, 1935) e a Biancaneve e i sette nani del 1937. Collabora anche a Pinocchio del 1940, per il quale si occupa principalmente del gattino Figaro.
Sempre in Disney collabora a Fantasia, del 1940, e a Bambi, distribuito nel 1942. Inoltre, per conto di Friz Freleng realizza anche alcuni corti con Bugs Bunny protagonista. Nel 1943 Bradbury sceglie di proseguire la sua carriera nel mondo dei fumetti con personaggi da lui creati, come il leprotto Footsy Hare. A questo primo personaggio, seguono poi il fantasma Spencer Spook e Spunky.

### I fumetti Disney
Arriva il 1950 e nel gennaio di quell'anno esce, sul 113 di Walt Disney's Comics and Stories, la sua prima storia Disney che ha Paperino come protagonista: ha dovuto sostituire nientemeno che il grande Carl Barks, che aveva lasciato da poco la produzione delle storie brevi per dedicarsi esclusivamente alle avventure di ampio respiro. La storia, Paperino e la lotteria del pianoforte, esordisce sul Topolino n.16. La sua prima storia con Paperone è invece del 1952, Paperino cerca impiega, sul 394 di Four Color Comic, in Italia il 320 dell'Albo d'Oro dello stesso anno.
Al pari di altri autori suoi contemporanei, come ad esempio Paul Murry, le sue storie con Paperone presentano un ricco magnate disposto anche a spendere e spandere anche quando non è strettamente necessario. Certo non dimentica di essere parsimonioso, e questo alternarsi di un aspetto rispetto all'altro dimostra quanto il nuovo personaggio Disney non fosse ancora ben assimilato dagli autori in generale. Dal punto di vista grafico il Paperon de Paperoni di Bradbury spicca rispetto agli altri e per l'uso del pennino e per un tratto estremamente dinamico e ricco di particolari, dovuto anche al sapiente uso delle ombre che lo strumento di lavoro scelto dal cartoonist gli consente. Tratti simili possono essere ritrovati anche nel miglior Hubbard, anch'egli abile disegnatore dal tratto dinamico.
Nel 2004, dopo il decesso, restano le sue storie, ristampate periodicamente sulle pagine di Zio Paperone, il mensile di critica disneyana edito da Disney Italia.